# Torneo WTA de Praga
El Torneo de Praga, por patrocinios Livesport Prague Open, es un torneo de tenis profesional femenino celebrado en Praga, República Checa. Hasta 2020 se jugó en pistas de tierra batida y a partir del 2021 se juega en cancha dura.

## Campeonas

### Individual
| Año  | Campeona           | Finalista          | Resultado        |
| ---- | ------------------ | ------------------ | ---------------- |
| 2015 | Karolína Plíšková  | Lucie Hradecká     | 4-6, 7-5, 6-3    |
| 2016 | Lucie Šafářová     | Samantha Stosur    | 3-6, 6-1, 6-4    |
| 2017 | Mona Barthel       | Kristýna Plíšková  | 2-6, 7-5, 6-2    |
| 2018 | Petra Kvitová      | Mihaela Buzărnescu | 4-6, 6-2, 6-3    |
| 2019 | Jil Teichmann      | Karolína Muchová   | 7-6(5), 3-6, 6-4 |
| 2020 | Simona Halep       | Elise Mertens      | 6-2, 7-5         |
| 2021 | Barbora Krejčíková | Tereza Martincová  | 6-2, 6-0         |
| 2022 | Marie Bouzková     | Anastasia Potapova | 6-0, 6-3         |
| 2023 | Nao Hibino         | Linda Nosková      | 6-4, 6-1         |
| 2024 | Magda Linette      | Magdalena Fręch    | 6-2, 6-1         |

### Dobles
| Año  | Campeonas                             | Finalistas                           | Resultado           |
| ---- | ------------------------------------- | ------------------------------------ | ------------------- |
| 2015 | Belinda Bencic Kateřina Siniaková     | Kateryna Bondarenko Eva Hrdinová     | 6-2, 6-2            |
| 2016 | Margarita Gasparyan Andrea Hlaváčková | María Irigoyen Paula Kania           | 6-4, 6-2            |
| 2017 | Anna-Lena Grönefeld Květa Peschke     | Lucie Hradecká Kateřina Siniaková    | 6-4, 7-6(3)         |
| 2018 | Nicole Melichar Květa Peschke         | Mihaela Buzărnescu Lidziya Marozava  | 6-4, 6-2            |
| 2019 | Anna Kalinskaya Viktória Kužmová      | Nicole Melichar Květa Peschke        | 4-6, 7-5, [10-7]    |
| 2020 | Lucie Hradecká Kristýna Plíšková      | Monica Niculescu Ioana Raluca Olaru  | 6-2, 6-2            |
| 2021 | Marie Bouzková Lucie Hradecká         | Viktória Kužmová Nina Stojanović     | 7-6(3), 6-4         |
| 2022 | Anastasia Potapova Yana Sizikova      | Angelina Gabueva Anastasia Zakharova | 6-3, 6-4            |
| 2023 | Nao Hibino Oksana Kaláshnikova        | Quinn Gleason Elixane Lechemia       | 6-7(7), 7-5, [10-3] |
| 2024 | Barbora Krejčíková Kateřina Siniaková | Bethanie Mattek-Sands Lucie Šafářová | 6-3, 6-3            |

## Campeonas ITF

### Individuales
| Año                        | Campeona               | Finalista              | Resultado              |
| ↓ Torneos de $50,000 ↓     | ↓ Torneos de $50,000 ↓ | ↓ Torneos de $50,000 ↓ | ↓ Torneos de $50,000 ↓ |
| -------------------------- | ---------------------- | ---------------------- | ---------------------- |
| 2010                       | Lucie Hradecká         | Ajla Tomljanović       | 6-1, 7-6(4)            |
| ↓ Torneos de $100,000 ↓    |                        |                        |                        |
| 2011                       | Magdaléna Rybáriková   | Petra Kvitová          | 6-3, 6-4               |
| 2012                       | Lucie Šafářová         | Klára Zakopalová       | 6-3, 7-5               |
| 2013                       | Lucie Šafářová         | Alexandra Cadanţu      | 3-6, 6-1, 6-1          |
| ↓ Torneos de $100,000 +H ↓ |                        |                        |                        |
| 2014                       | Heather Watson         | Anna Schmiedlová       | 7-6(5), 6-0            |

### Dobles
| Año                        | Campeona                                   | Finalista                             | Resultado              |
| ↓ Torneos de $50,000 ↓     | ↓ Torneos de $50,000 ↓                     | ↓ Torneos de $50,000 ↓                | ↓ Torneos de $50,000 ↓ |
| -------------------------- | ------------------------------------------ | ------------------------------------- | ---------------------- |
| 2010                       | Ksenia Lykina Maša Zec Peškirič            | Petra Cetkovská Eva Hrdinová          | 6-3, 6-4               |
| ↓ Torneos de $100,000 ↓    |                                            |                                       |                        |
| 2011                       | Petra Cetkovská Michaëlla Krajicek         | Lindsay Lee-Waters Megan Moulton-Levy | 6-2, 6-1               |
| 2012                       | Alizé Cornet Virginie Razzano              | Akgul Amanmuradova Casey Dellacqua    | 6-2, 6-3               |
| 2013                       | Renata Voráčová Barbora Záhlavová-Strýcová | Irina Falconi Eva Hrdinová            | 6-4, 6-0               |
| ↓ Torneos de $100,000 +H ↓ |                                            |                                       |                        |
| 2014                       | Lucie Hradecká Michaëlla Krajicek          | Andrea Hlaváčková Lucie Šafářová      | 6-3, 6-2               |